# Werner Krumholz
Otto Werner Krumholz (* 27. April 1956 in Gießen) ist ein deutscher Mediziner und Facharzt für Anästhesie.
Krumholz absolvierte seine Ausbildung unter anderem an der Universität Gießen und wurde hier im Jahr 1983 zum Dr. med. promoviert. Hier habilitierte er sich auch 1992. Er war Chefarzt für Anästhesie und operative Intensivmedizin am Bethlehem-Krankenhaus in Stolberg (Rhld.). 
Im Jahr 2004 wurde ihm von der Justus-Liebig-Universität Gießen der Titel eines außerplanmäßigen Professors für das Fachgebiet Anästhesie und Operative Intensivmedizin verliehen.

## Schriften
- Eugen Woldemar Bostroem (1850-1928). Lehrer der Pathologie und Förderer der Medizin in Giessen, Verlag Wilhelm Schmitz Gießen 1983, ISBN 3877111122
- Der Einfluss ausgewählter intravenöser Anästhetika auf verschiedene Funktionen polymorphkerniger neutrophiler Granulozyten, Habilitationsschrift Giessen 1991